# Josef Fürst (Politiker)
Josef Fürst (* 17. Januar 1870 in Schwabsberg; † 7. Dezember 1942 in Ellwangen (Jagst)) war ein deutscher römisch-katholischer Priester und Politiker  der DNVP/Württembergische Bürgerpartei.

## Leben
Fürst studierte katholische Theologie, Philosophie und Philologie an Eberhard Karls Universität Tübingen. 1895 wurde er zum Priester geweiht und 1897 zum Dr. phil. promoviert. Er war Mitglied der Theologengesellschaft Guelfia Tübingen und zudem seit 1902 Ehrenmitglied der katholischen Studentenverbindung AV Guestfalia Tübingen im CV.
Nach den philologischen Staatsprüfungen 1902 und 1903 trat er in den Schuldienst an. 1912 ließ er sich von den kirchlichen Verpflichtungen der Kaplanei entbinden.
Er war von 1920 bis 1924 Mitglied des Landtags des freien Volkstaats Württemberg.
Er leitete von 1926 bis 1935 das Gymnasium Ellwangen (Jagst) und war von 1926 bis 1942 Vorstand des Geschichts- und Altertumsvereins Ellwangen.